# El Efecto
El Efecto é uma banda brasileira de rock, formada em 2002 por Tomás Rosati, Bruno Danton e Eduardo Baker. Todos os trabalhos em estúdio do grupo estão disponíveis para download gratuito em seu site oficial. Suas letras costumam abordar temas políticos e sociais.

## História
Em 2013, seu terceiro álbum Pedras e Sonhos levou o grupo a ser indicado ao Prêmio da Música Brasileira, na categoria Melhor Grupo de Pop/Rock/Reggae/Hip hop/Funk.
O álbum contém um de seus maiores sucessos, "O Encontro de Lampião com Eike Batista", que narra um hipotético encontro da notória figura do cangaço com o ex-bilionário brasileiro em uma linguagem inspirada pela literatura de cordel. A faixa ganhou repercussão no início de 2017 com a prisão do empresário e a banda detalhou o enredo: trata-se de uma situação em que Eike dá o maior lance de uma licitação do governo para gerir um terreno à beira do Rio São Francisco, mas encontra resistência de Lampião e seu bando, que ocupam o local, negam ofertas de emprego e sociedade e expulsam os empresários.
Conforme explica o vocalista e percussionista Tomás Rosati, a canção foi feita "em um momento em que o discurso da importância da parceria público-privada estava muito forte, como uma forma de solucionar os nossos problemas. E a figura do Eike sintetizava muito isso. Ele tinha parcerias com o Cabral, com o Paes, com o governo federal... Eike era uma caricatura nisso." Sobre o significado da faixa com a prisão de Eike, o cantor afirmou que "neste caso, Eike representa a metáfora de uma lógica. Assim como ele foi descartado pelo sistema, logo outro aparece para ocupar o espaço. Por um lado, há um sentimento de que alguma justiça pode estar sendo feita. Por outro, há a impressão de que enquanto a lógica capitalista persistir, o personagem vai se repetir."
Em dezembro de 2014, lançaram seu quarto álbum A Cantiga É uma Arma, que traz quatro regravações acústicas e duas faixas inéditas, também acústicas. O álbum é um registro em estúdio de um formato de show acústico que a banda adotou por possibilitar que se apresentem em locais sem a infraestrutura necessária para uma apresentação elétrica. As duas faixas inéditas foram compostas em 2013, durante uma turnê que o quinteto realizou em Portugal e na Espanha. Uma das regravações, "Ciranda", ganhou um vídeo com a participação da cantora Daíra Saboia.

## Integrantes
- Bruno Danton - vocal, guitarra, violão, viola, trompete (2002 - atualmente)
- Gustavo Loureiro - bateria (2002 - atualmente)
- Eduardo Baker - baixo (2002 - atualmente)
- Tomás Rosati - vocal, percussão, clarinete, cavaquinho (2002 - atualmente)
- Cristine Ariel - guitarra, cavaquinho e vocal (2017 - atualmente)
- Pedro Lima - baixo (2017 - atualmente)
- Tomás Tróia - guitarra e vocal (2017 - atualmente)
- Aline Gonçalves - flauta, clarinete (2018 - atualmente)

### Ex-integrantes
- Reinaldo Marques - bateria (2002 - 2003)
- Diogo Furieri - voz, guitarra e violão (2002 - 2010)
- Uirá Bueno - bateria e percussão (2003 - 2010)
- Pablo Barroso - vocal e guitarra (2010 - 2017)

## Discografia

### Álbuns de estúdio
- Como Qualquer Outra Coisa (2004)
- Cidade das Almas Adormecidas (2008)
- Pedras e Sonhos (2012)
- Memórias do Fogo (2018)

### EPs
- Novas Músicas Velhas Angústias (2010)
- A Cantiga é uma Arma (2014)

### Álbum ao vivo
- Ao Vivo no Méier (2018)
- El Efecto no Estúdio Showlivre (2019)